# Düwag GT6
Düwag GT6 – typ dwuczłonowego, przegubowego wagonu tramwajowego, produkowanego w latach 1956–1968 w różnych odmianach w zakładach Düwag dla systemów tramwajowych w Republice Federalnej Niemiec, Austrii i w duńskiej Kopenhadze. Produkcję prowadzono także w zakładach Lohner i MAN na podstawie zakupionej licencji.

## Historia
W Niemczech Zachodnich w latach 50. XX w. po odbudowie pierwszych zniszczeń wojennych rozpoczęto rozwój sieci tramwajowych. Liczne niewielkie zakłady szukały optymalizacji produkcji. Od wagonów wymagano przede wszystkim dużej pojemności i prędkości. Komunikacja tramwajowa miała coraz większą konkurencję ze strony autobusów miejskich. Początkowo szukano wyjścia w przerabianiu wagonów dwuosiowych na przegubowe, jednakże to rozwiązanie nie dawało oczekiwanych rezultatów. Wzorując się na amerykańskich wagonach PCC niemieccy inżynierowie zaczęli projektować wagony oparte na wózkach. Wagony te miały 12-16 metrów i mieściły około 100 osób. Pojemność ta okazała się jednak nie wystarczająca pomimo możliwości jazdy ukrotnionej. Wagony Düwag GT6 stały się przegubową wersją pochodną wagonów Düwag T4.
Pierwsze wagony GT6 pojawiły się w Düsseldorfie w 1956. Następnie rozpoczęto ich eksploatację w innych miastach Niemiec oraz innych państwach. Wraz z innymi modelami Düwagu stały się jednym z symboli niemieckiego odrodzenia gospodarczego po wojnie i podstawowym typem tramwaju większości zachodnioniemieckich sieci. W krajach Europy Zachodniej zaczęto wycofywać je z eksploatacji w latach 90. XX wieku, zastępując taborem niskopodłogowym. Ze względu na wysoki komfort jazdy, mało skomplikowaną budowę oraz wysoką trwałość, używane tramwaje tego typu chętnie znajdywały nabywców wśród przedsiębiorstw o ograniczonych możliwościach finansowych, zwłaszcza z krajów dawnego bloku wschodniego. Część z nich trafiła wówczas do Chorwacji, Egiptu, Polski, Rumunii. U nowych właścicieli poddawano się je drobnym przeróbkom, w zależności od potrzeb przewoźnika lub wymagań lokalnego prawa drogowego (m.in. nowe kierunkowskazy i oświetlenie, wydzielenie miejsca na wózek inwalidzki, nowe siedzenia).
Oprócz Niemiec, tramwaje te na licencji budowano w Austrii w zakładach Lohner (od 1972 Bombardier-Rotax) i SGP, oznaczone seriami E, E1 i E2 (produkowane w latach 1959-1990 dla samego Wiednia).

## Konstrukcja
GT6 to jednokierunkowe, sześcioosiowe, wysokopodłogowe, silnikowe wagony tramwajowe. Nadwozie składa się z dwóch członów połączonych przegubem. Człony zamontowane są na wózkach napędowych, natomiast przegub na wózku tocznym. Osie w wózkach napędowych wprawiane są w ruch samoprzewietrzalnymi silnikami prądu stałego. GT6 wyposażono w rozruch oporowy, przetwornicę statyczną oraz hamulce elektrodynamiczne, tarczowe, szynowe i ręczne. Do wnętrza tramwaju prowadzi czworo podwójnych drzwi harmonijkowych z fotokomórkami. Wewnątrz tramwaju umieszczono skórzane siedzenia, przy czym po lewej stronie zamontowano pojedyncze siedzenia, po prawej natomiast podwójne. Siedzenia ustawiono na przemian – przodem i tyłem do kierunku jazdy. Kabina motorniczego fabrycznie nie została odgrodzona od przestrzeni dla pasażerów. Prąd zasilający obwody elektryczne tramwaju odbierany jest z sieci trakcyjnej za pośrednictwem pantografu nożycowego. Z przodu tramwaju umieszczono dwa okrągłe reflektory. Wagony mogą być eksploatowane z doczepami typu B4. Poza normalnotorową powstała również wersja na tor o prześwicie 1000 mm.

## Eksploatacja

### Austria

#### Graz

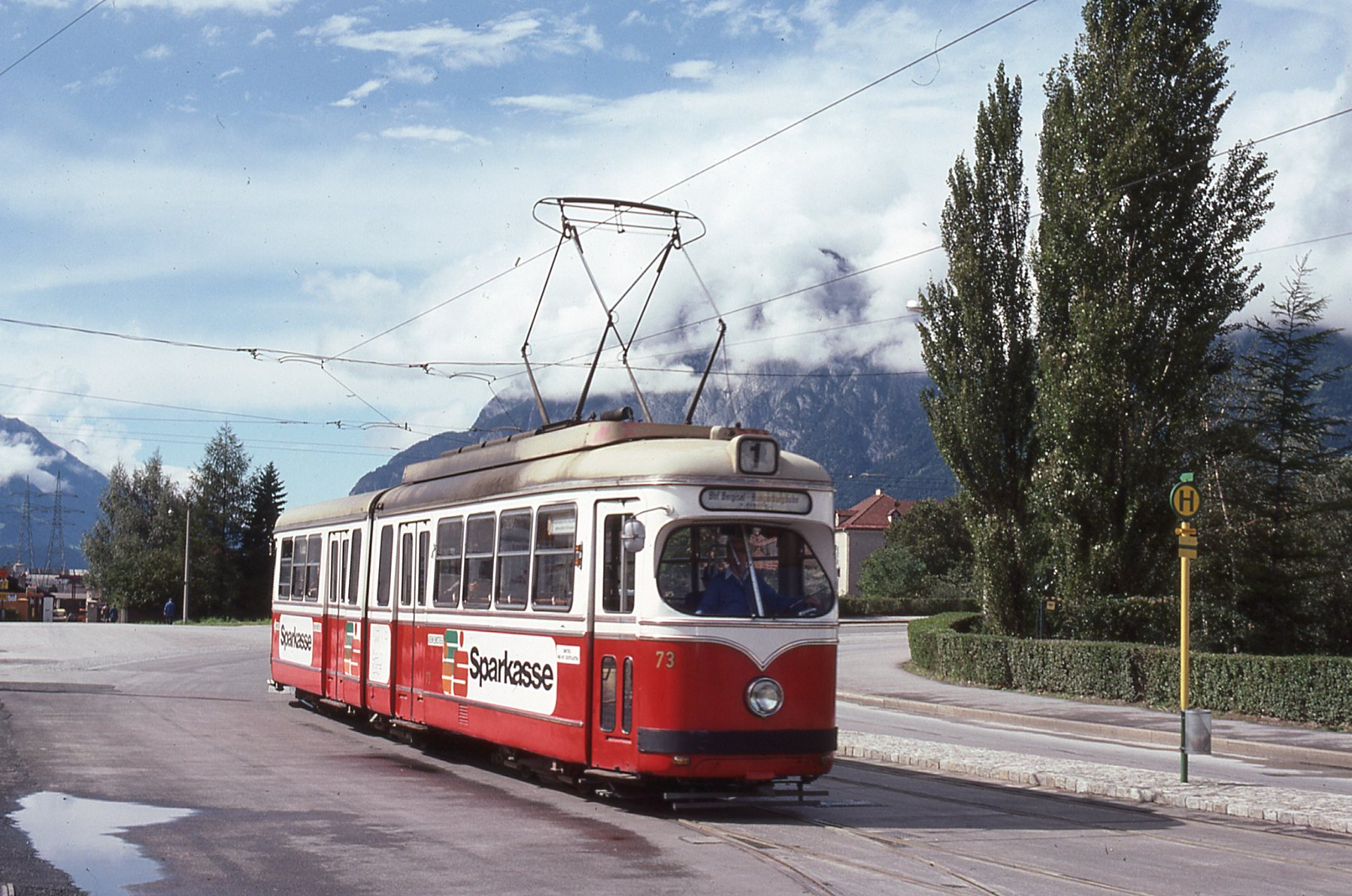
Lohner GT6 w Innsbrucku

W Grazu były eksploatowane zarówno oryginalne niemieckie GT6, jak i ich austriackie odpowiedniki E1. Część wagonów została przebudowana na GT8 poprzez wstawienie części środkowej.

#### Innsbruck
W Innsbrucku były eksploatowane wagony GT6ZR pochodzące ze zlikwidowanej sieci tramwajowej w Hagen. Początkowo były eksploatowane na liniach miejskich; później po przebudowie na GT8 skierowano je na trasę Stubaitalbahn. W lipcu 2009 seria została wycofana i sprzedana Łodzi.

### Dania

#### Kopenhaga

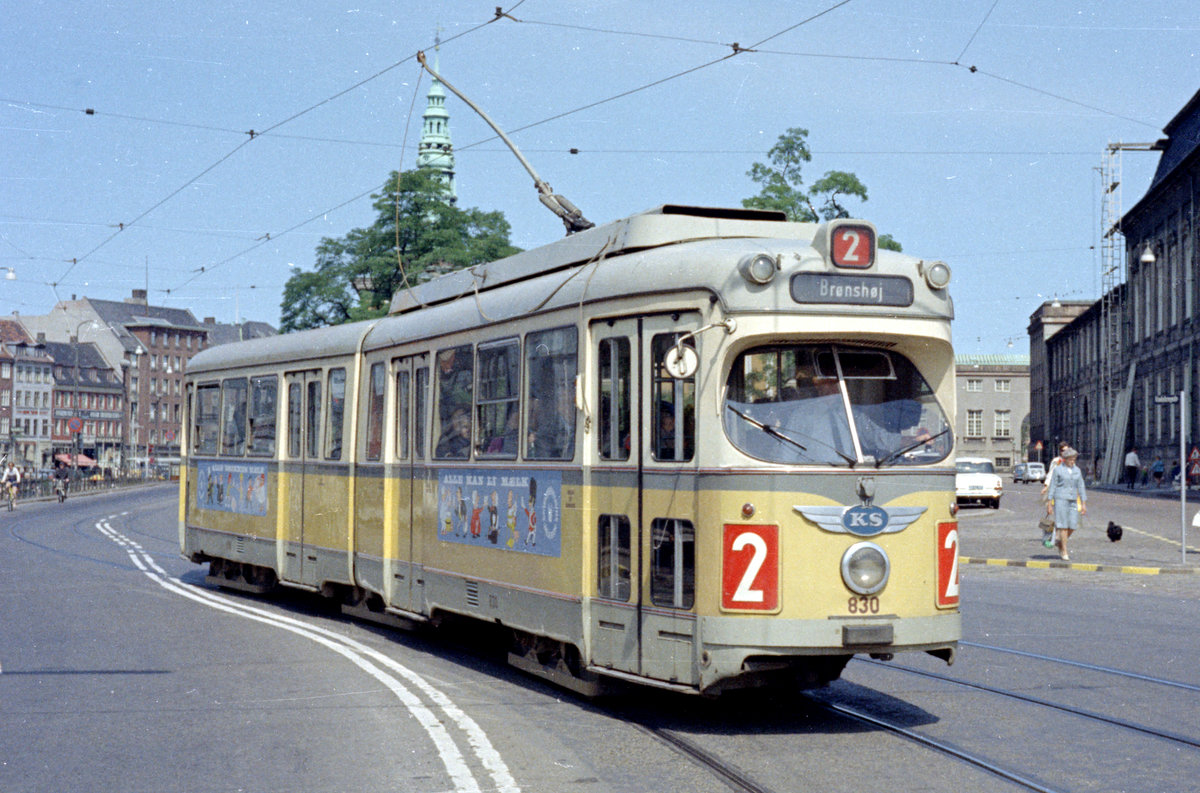
GT6 w Kopenhadze na linii nr 2

W 1959 duńskie przedsiębiorstwo tramwajowe zamówiło 100 nowych wagonów GT6. Wagony te były dostarczane w latach 1960–1968. Wagony był zbliżone do tych produkowanych dla Düsseldorfu, jednak w porównaniu z nimi zastosowano pałąkowy odbierak prądu zamiast nożycowego i dodatkowe przeszklenia w pierwszych drzwiach. Likwidacja w 1969 sieci tramwajowej spowodowała, że prawie nowe tramwaje zostały przekazane w ramach pomocy do Egiptu. Tylko jeden z nich został złomowany w Danii, gdyż spłonął w 1969. 
W 2001 dwa tramwaje wróciły do Danii i zostały umieszczone w Muzeum tramwajów w Skjoldenæsholm.

### Egipt

#### Aleksandria

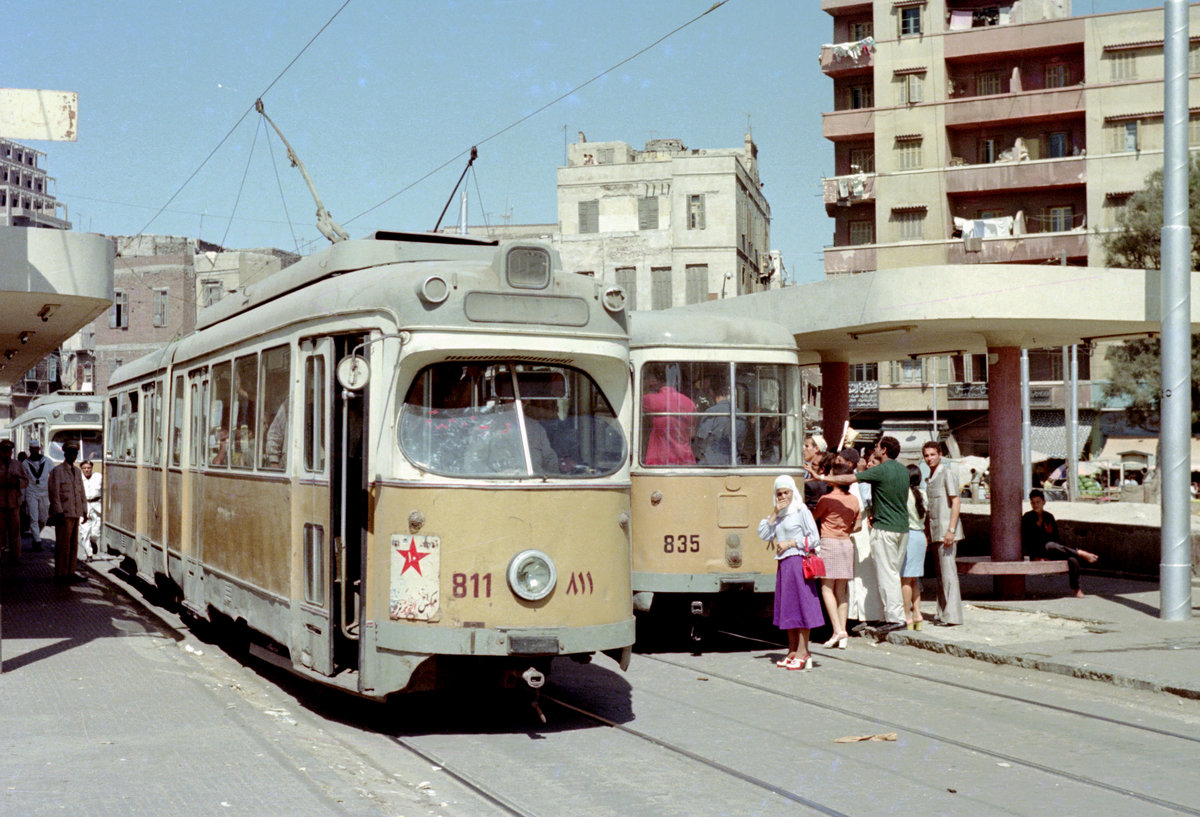
Ex-kopenhaski GT6 w Aleksandrii

Do Afryki tramwaje GT6 trafiły w ramach pomocy międzynarodowej z Danii. Tramwaje pochodzą ze zlikwidowanej w 1969 sieci kopenhaskiej i były dostarczane do Egiptu w latach 1969–1972. Tramwaje zachowały malowanie, gdyż aleksandryjskie malowanie jest zbliżone. Tramwaje GT6 są w słabym stanie technicznym, gdyż jedyną czynnością konserwacyjną było malowanie. Spowodowało to jednak zachowanie oryginalnych części.

### Jugosławia

#### Belgrad
W 1976 po likwidacji sieci tramwajowej w Hagen część taboru (w tym GT6) została sprzedana do Jugosławii: wagony GT6 jeździły w Belgradzie.

### Niemcy

#### Akwizgran
Wagony GT6 w Akwizgranie jeździły w latach 1969-1974. Wagony trafiły do miasta po likwidacji sieci tramwajowej w Mönchengladbach. W 1974 została zlikwidowana sieć w Akwizgranie i wagony trafiły do szwajcarskiej Genewy skąd w 1987 trafiły do francuskiego Lille.

#### Bochum i Gelsenkirchen

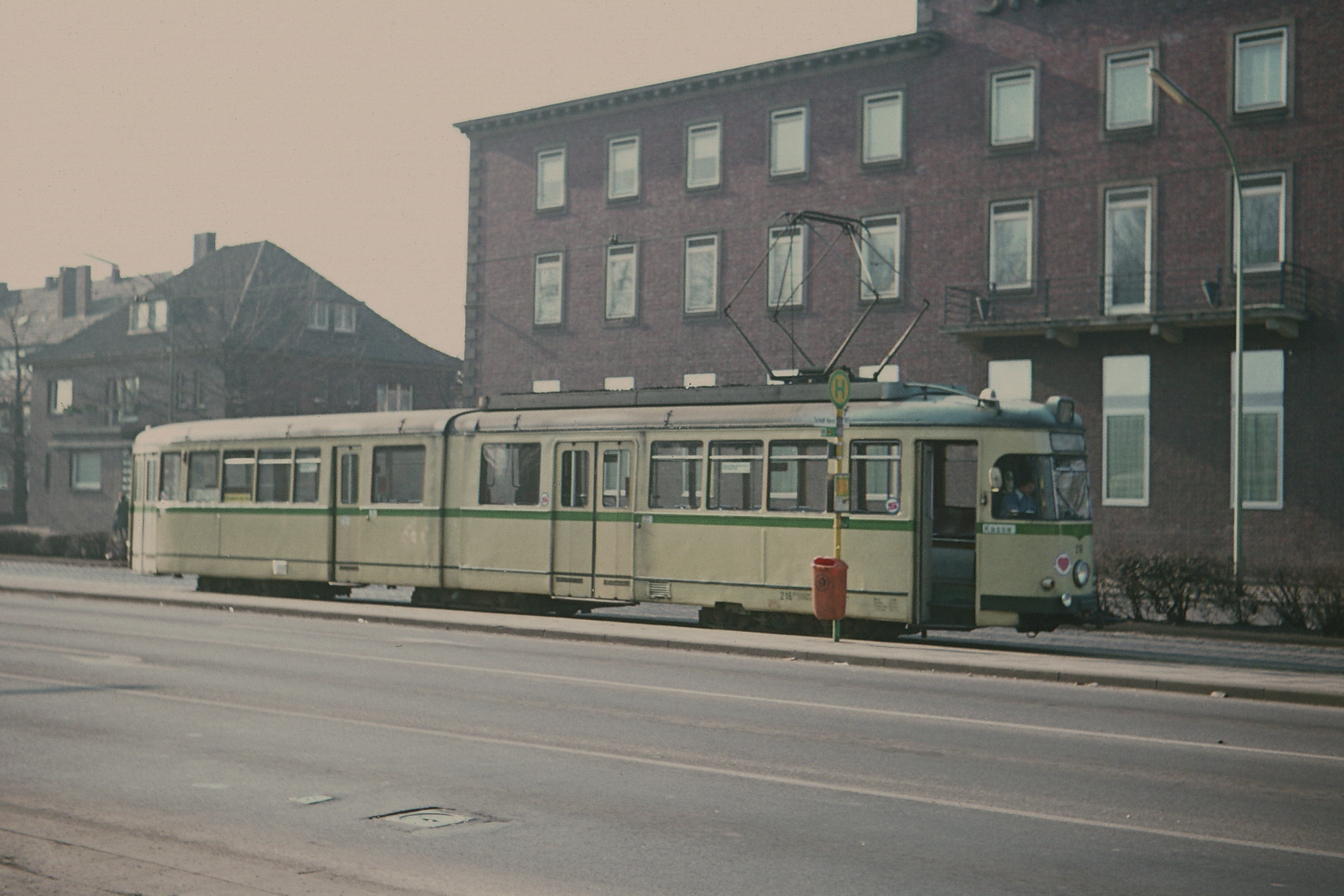
GT6 w Gelsenkirchen

Pierwszy wagon GT6, w wersji jednokierunkowej, został dostarczony w 1956. Ze względu na brak pętli na większości końcówek ich wykorzystanie było jednak ograniczone. Z tego powodu wagony te nie spełniły pokładanych w nich nadziei. Producent opracował jednak wersję dwukierunkową, która została nazwana Bochum. Dodatkowo w celu ułatwienia pracy motorniczym zastosowano większe szyby przednie, które nie miały martwego pola jak w wagonach PCC. Pierwsze wagony dwukierunkowe zostały dostarczone w 1957. W tej wersji wagony były produkowane do 1975 dla miast Zagłębia Ruhry. Do Bochum trafiło 91 z 201 wagonów typu Bochum.
W latach 80. ze względu na dostawy wagonów niskopodłogowych przewoźnik z Bochum zaczął wyprzedawać posiadane GT6. Wagony trafiły początkowo do belgijskiej Gandawy oraz francuskiego Lille. W latach 90. zaczęły trafiać do miast rumuńskich oraz Gothy położonej w dawnej NRD.
W Bochum pozostał jeden wagon przeznaczony na zabytek.

#### Essen
Kolejnym miastem, do którego trafiły tramwaje GT6 w wersji Bochum było położone również w Zagłębiu Ruhry Essen. Do miasta trafiło 10 wagonów.

#### Düsseldorf
Tramwaje GT6 dla Düsseldorfu wytwarzano w latach 1956–1965. Pierwszy wagon GT6 trafił do Düsseldorfu 10 lutego 1956 r. i otrzymał numer 2501. W sumie dla przedsiębiorstwa Rheinbahn Düsseldorf wyprodukowano 95 pojazdów w seriach różniących się szczegółami konstrukcyjnymi. W 1957 roku w związku ze wzrostem liczby pasażerów zdecydowano się przebudować jeden z wagonów serii GT6 na GT8 wstawiając dodatkowy człon pośrodku pojazdu. Prototypem GT8 stał się wagon 2310 w którym dodano środkowy człon, ostatecznie produkcję GT8 rozpoczęto dopiero w 1969 roku. GT6 był eksploatowany na wszystkich liniach tramwajowych w Düsseldorfie, ponadto był również eksploatowany na liniach podmiejskich K i M do Meerbusch. Tramwaje stacjonowały w zajezdniach Derendorf, Heerdt, Himmelgeist (dziś Am Steinberg), Wersten i Lierenfeld. Tramwaje z eksploatacji rozpoczęto wycofywać w 1990 roku, a ostatni tramwaj typu GT6 został wycofany w styczniu 2003 roku.

#### Frankfurt nad Menem

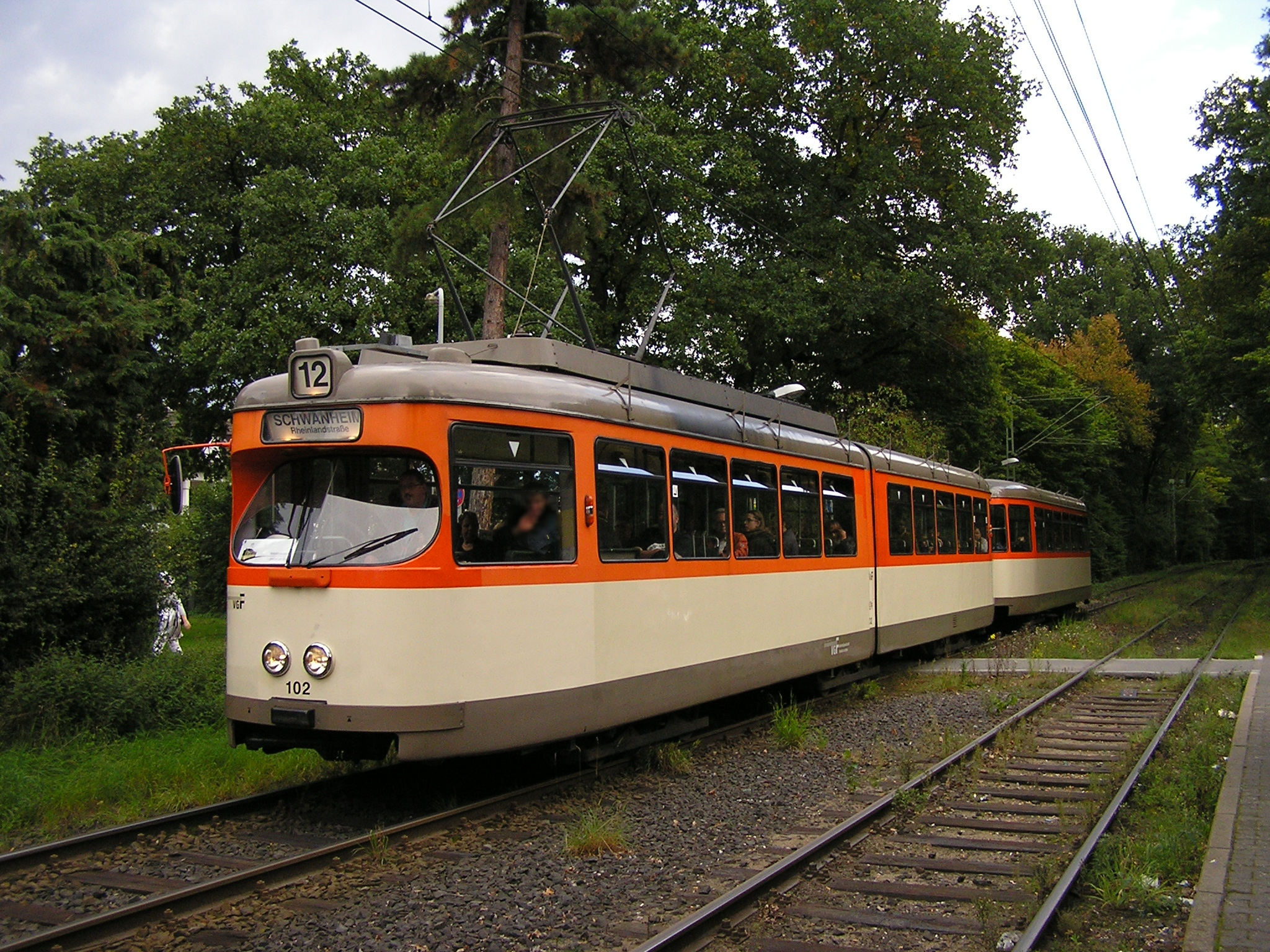
Skład wagonów M+m we Frankfurcie nad Menem

M to odmiana produkowana dla Frankfurtu nad Menem w latach 1959–1960. Konstrukcyjnie wywodzi się z typu Düsseldorf. Jedną ze zmian było zastosowanie dwóch okrągłych reflektorów w miejsce pojedynczego.
Po zakupie tramwajów typu L, który miał miejsce w latach 1955–1957, powstało zapotrzebowanie na nowe tramwaje zwiększonej pojemności. W 1958 r. wypożyczono z Düsseldorfu na testy jeden tramwaj typu GT6. Zadowalające wyniki jazd próbnych skłoniły przewoźnika z Frankfurtu do zamówienia 30 podobnych tramwajów w zakładach Duewag, które dostarczono w latach 1959–1960 i oznaczono jako typ M (numery 601–630). Drugą serię 15 wagonów M o numerach 631–645 wprowadzono do ruchu w 1963 r. Wagony drugiej serii wyposażono w szersze obręcze kół, aby mogły one kursować na podmiejskich trasach. Większość tramwajów pozostawała w ruchu do 1998 r.. W latach 1997–2002 część wagonów silnikowych sprzedano do Poznania (wagony M nr 603–607, 609–614 oraz 631, 636, 637), a w 2000 r. część do Braszowa w Rumunii (wagony M nr 617, 630, 632–634 i 640–643). Braszowskie egzemplarze wycofano w 2007 r., a poznańskie kursowały jeszcze do 2010 r.
Równolegle z pierwszą serią wagonów typu M dostarczono także serię 14 dwuosiowych doczep typu m. Kolejnych 12 przekazano miastu z fabryki w latach 1964–1966. Wagonom doczepnym m nadano numery taborowe z zakresu 1801–1826. W 1998 r. zakończono eksploatację doczep. Doczepy m o numerach 1811, 1815, 1816, 1822 i 1826 sprzedano do Poznania, gdzie zostały przeznaczone na części zamienne. Jedną doczepę m nr 1812 sprzedano do Szczecina, lecz ona również nie weszła do eksploatacji.

#### Gotha
Do Gothy tramwaje GT6 trafiły na początku lat 90. tuż po zjednoczeniu Niemiec. Tramwaje pochodziły z Bochum, gdzie były zastępowane pojazdami niskopodłogowymi.

#### Görlitz
Görlitz kupiło w latach 1994–1995 3 wagony z Mannheimu. Wagony te początkowo miały numery 17–19, a od 1998 20–22. Sprowadzenie do miasta Tatr KT4D spowodowało powolne wycofywanie wagonów GT6 z obsługi liniowej. GT6 o numerze 22 zostało przebudowane na tramwaj imprezowy. Pozostałe zostały odstawione do rezerwy przed 2002.

#### Hagen
W Hagen GT6ZR były eksploatowane od początku lat 60. do likwidacji sieci tramwajowej w 1976. Po likwidacji tramwaje były sprzedane austriackiemu Innsbruckowi. Łącznie po mieście jeździło 26 tramwajów tego typu w wersji Bochum.

#### Mannheim

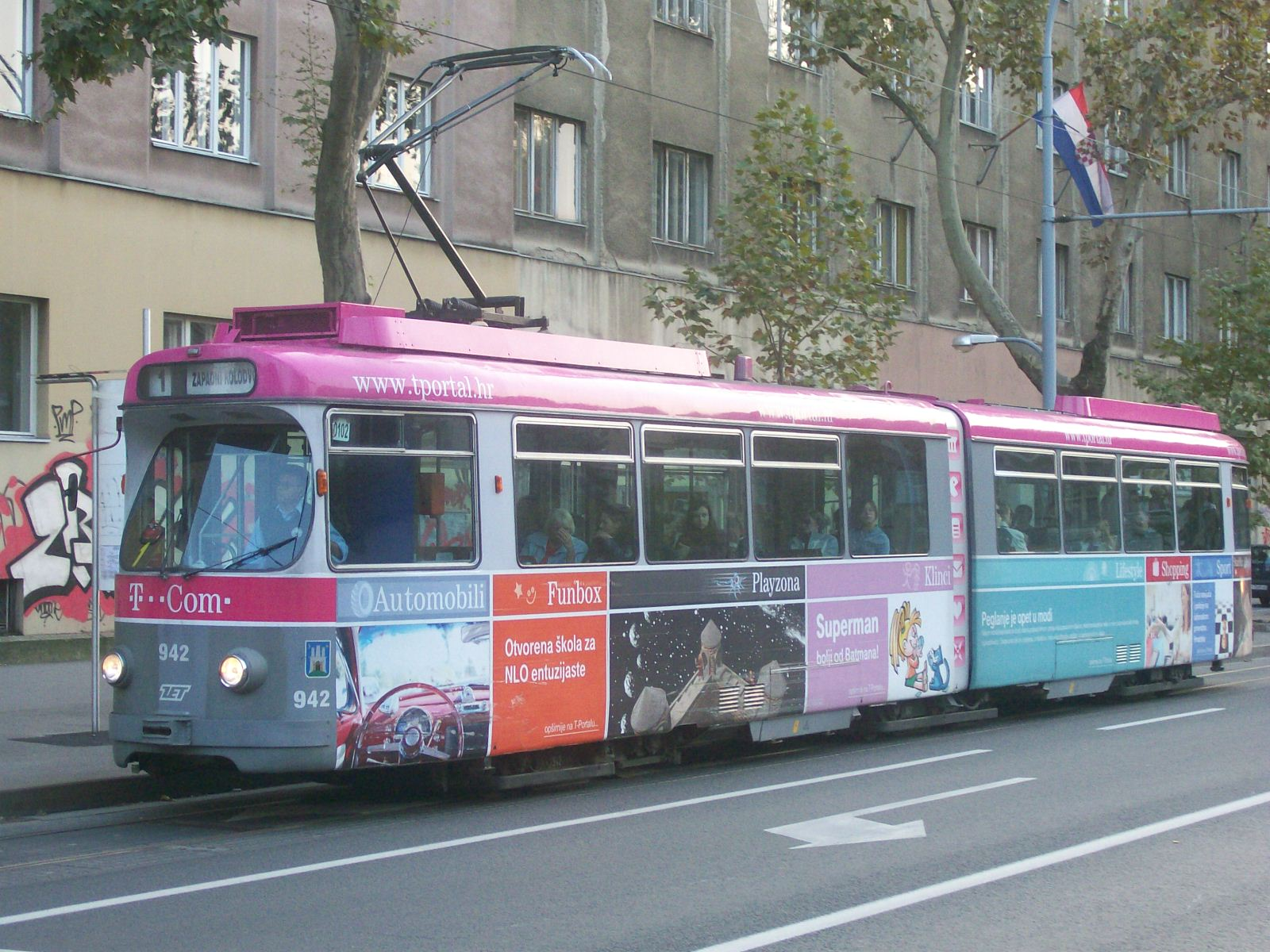
GT6 z Mannheimu w Zagrzebiu

W latach 1958–1971 Mannheim zakupiło w Düwagu łącznie 152 tramwaje przegubowe z czego 145 to były wagony GT6. Dodatkowo w latach 1970–1971 miasto dokupiło 20 wagonów nowocześniejszych określanych jako GT6 typ Mannheim. W latach 1970–1982 przebudowano 4 GT6 na GT8 poprzez dodanie członu środkowego. Dostawy tych wagonów pozwoliły już w 1972 wycofać wszystkie wagony dwuosiowe, również te wyprodukowane po II wojnie światowej. Dość szybko okazało się, że komunikacja tramwajowa w mieście była bardzo popularna. Początkowo ze wzrostem liczby pasażerów radzono sobie poprzez zwiększanie częstotliwości. Nie zdecydowano się wówczas na doczepki stosowane przez wiele miast. W latach 80. stwierdzono, że to rozwiązanie jest nie wystarczające i zdecydowano się rozbudować tramwaje poprzez dodatnie środkowego członu, który jednak w przeciwieństwie do fabrycznych wagonów miał być niskopodłogowy. Nowe wagony, w celu wyróżnienia, zostały oznaczone GT8N. Przebudowa ruszyła w 1991. Pierwszy zmodernizowany wagon został zaprezentowany w sierpniu 1991.
W 2004 Mannheim rozpoczął zakupy nowszych wagonów MGT6. Spowodowało to wycofywanie wagonów w latach 2004–2005. Wagony te zostały kupione przez przedsiębiorstwa z Europy Środkowo-Wschodniej, między innymi z Łodzi i Helsinek.

#### Recklinghausen
W Recklinghausen tramwaje pochodziły z dwóch źródeł. 23 były to fabrycznie nowe wagony. Natomiast pozostałe to wagony używane pochodzące ze zlikwidowanej sieci w Mönchengladbach, które przybyły do miasta w 1969 oraz przybyłe w 1982 tramwaje z Bochum.

### Polska

#### Elbląg

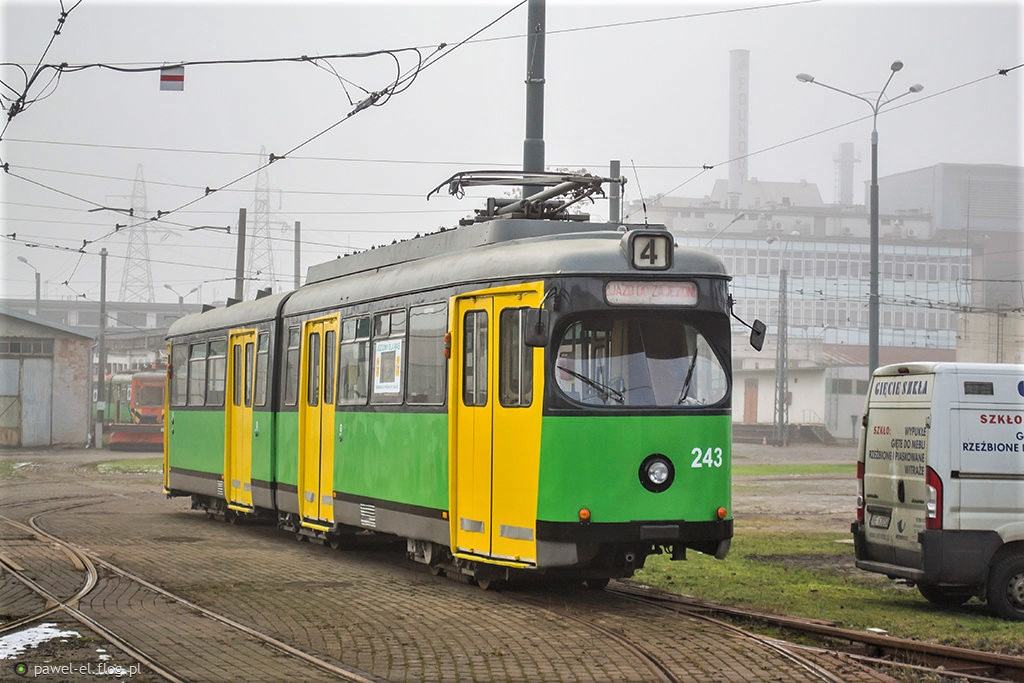
GT6 w Elblągu

W 1996 roku sprowadzono 19 tramwajów z niemieckiej Moguncji, wszystkie wyprodukowane przez Düwag w latach 1958-1965, w tym 7 w wersji jednokierunkowej (#237, #238, #241-#245) i 12 w wersji dwukierunkowej (#221-#225, #227, #228-#230, #232-#235). Niemieckie wagony zostały bardzo przychylnie przyjęte przez pasażerów. Jednak ze względu na odwrotnie, w stosunku do wagonów Konstal 5N, ustawiony nastawnik powodowały początkowo problemy motorniczym. W 1997 GT6 przejęły obsługę najważniejszych linii tramwajowych w Elblągu. Ważną cechą części wagonów była dwukierunkowość wykorzystywana podczas remontów oraz przy przebudowie pętli Ogólna w 2006. W tramwajach GT6 „przetestowano” malowanie, które potem zaczęło być stosowane w tramwajach PESA 121N.

#### Grudziądz

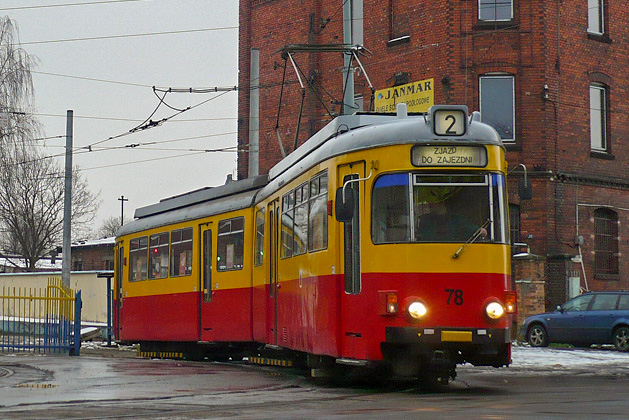
GT6 w Grudziądzu

W 1997 sprowadzono 2 jednokierunkowe tramwaje GT6 z Mannheim. Spowodowało to, że Grudziądz stał się siódmym miastem w Polsce eksploatującym używane tramwaje z Zachodu, wagony zostały dowiezione do grudziądzkiej sieci tramwajowej za pomocą platformy ciągniętej przez lokomotywę SM41, która specjalnie wjechała na sieć tramwajową. W latach 1998−2000 zakupiono 6 wagonów dwukierunkowych (4 z nich wcześniej przebudowanych na jednokierunkowe) z miasta Würzburg. Wszystkie wagony zostały wyprodukowane przez Düwag w latach 1962–1964. Ze względu na różny układ sterowania pojazdem w pojazdach pochodzących z obu miast motorniczowie zostali podzieleni na tych, którzy obsługiwali pojazdy z Mannheimu (niebieskie) i Würzburga (żółte).
W 2010 postanowiono sprzedać 6 wagonów (2 wcześniej zostały skasowane) z powodu zakupienia przez MZK Grudziądz nowszej odmiany wagonów typu GT8 z niemieckiego Krefeld. Na mocy wygranego przetargu nowym nabywcą została łódzka spółka Tramwaje Podmiejskie. Transport wagonów do nowego właściciela odbywał się od sierpnia 2010 i zakończył się 18 grudnia.

#### Kraków

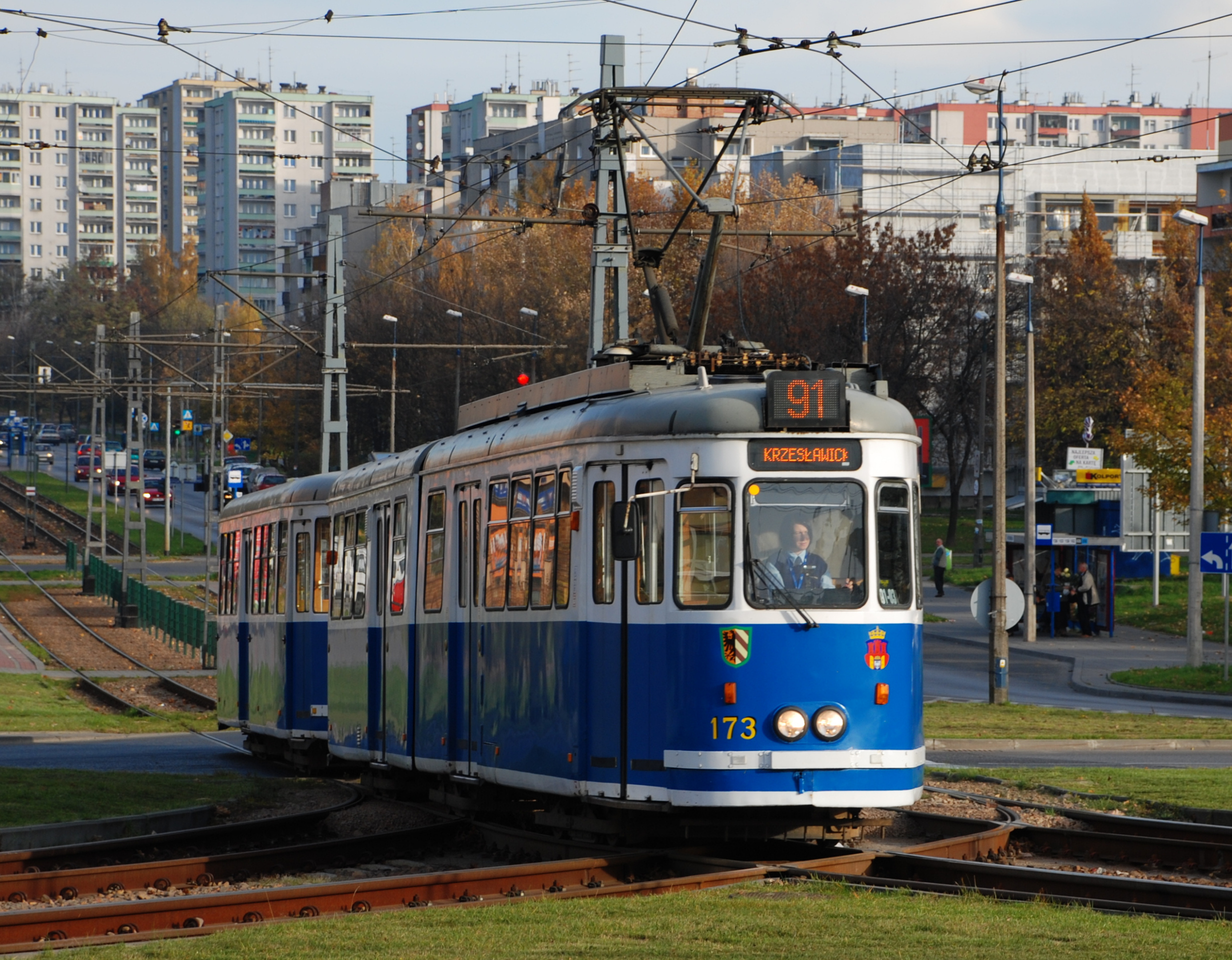
GT6 wyprodukowany przez MAN z doczepą B4 w Krakowie

Po raz pierwszy sprowadzono je w 1994 z Norymbergi. Wszystkie one stacjonowały w zajezdni Nowa Huta, a następnie Podgórze. Tramwaje zostały dobrze przyjęte przez pasażerów. Jedynym zastrzeżeniem były drewniane siedzenia, które zostały wymienione na nowocześniejsze. Od nazwy miasta z którego pochodzą, w Krakowie nazywane są często Norymbergami. 5 lipca 2002 wpisano na stan MPK Kraków kolejną partię 5 przegubowych wagonów GT6, które przyjechały wraz z 6 doczepami B4. Wagony te były młodsze niż sprowadzone wcześniej. W 2010 pojawiły się plany wycofania tej serii w Krakowie. Przyczyną tych planów było zużycie oraz wiek pojazdów. W 2012 były sukcesywnie wycofywane z krakowskich torowisk. Do samego końca obsługiwały linę 23. 18 grudnia 2012 był ostatnim dniem, kiedy ostatnie 2 wagony (188, 189) wyjechały z zajezdni. 15 stycznia 2013 odbyło się oficjalne pożegnanie wagonów typu GT6, podczas którego wagon 187 kursował na linii 2. Kilka wagonów zostało zachowanych. Są to:
1. Wagon 187 dołączył do innych tramwajów zabytkowych
2. Wagon 171 został przerobiony na ruchomą kawiarnię
3. Wagon 173 został przerobiony na pomnik techniki[25]
4. Ponadto przynajmniej jeden wagon GT6 został zachowany jako holownik

#### Łódź

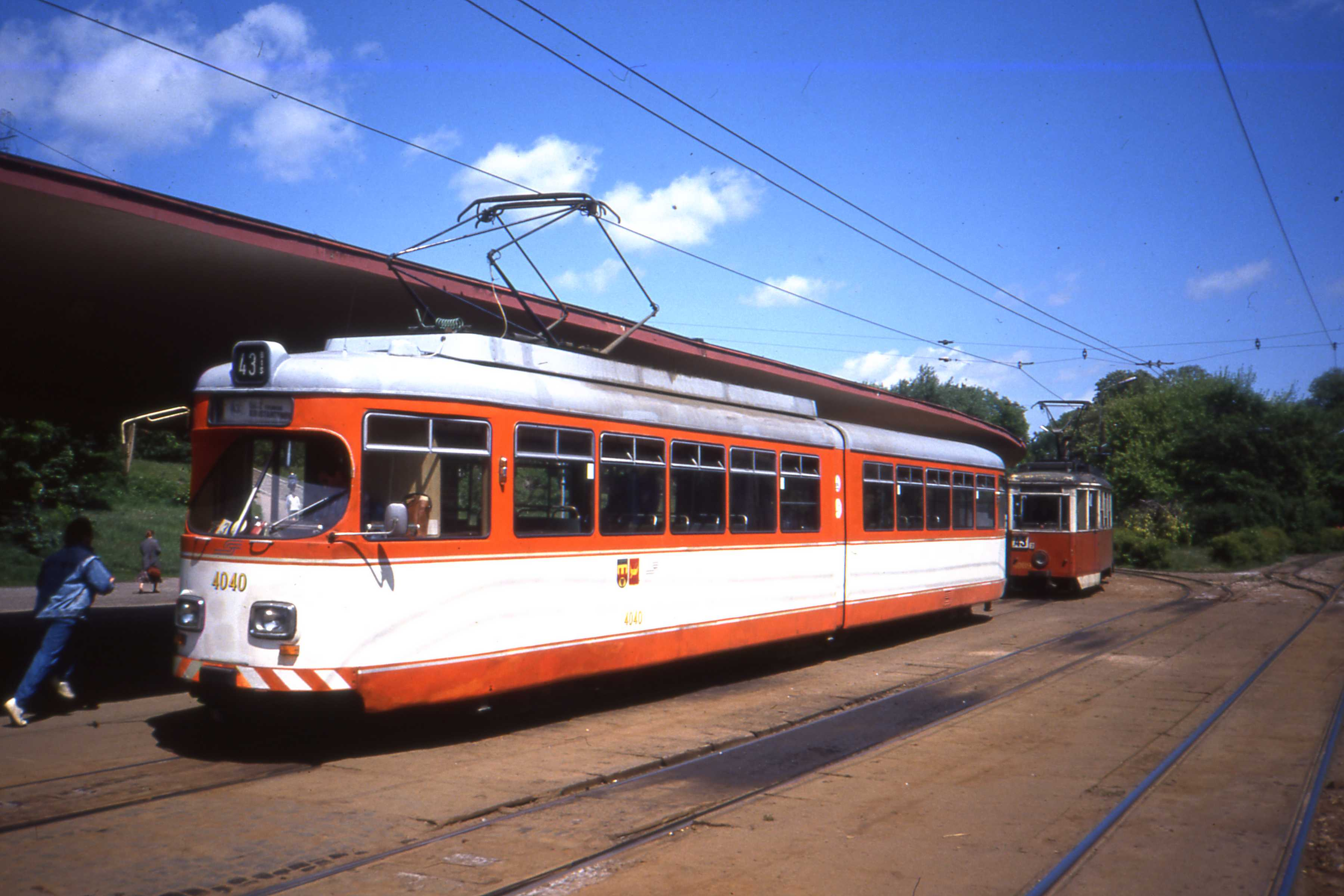
GT6 sprowadzony w 1990 na pętli Północna

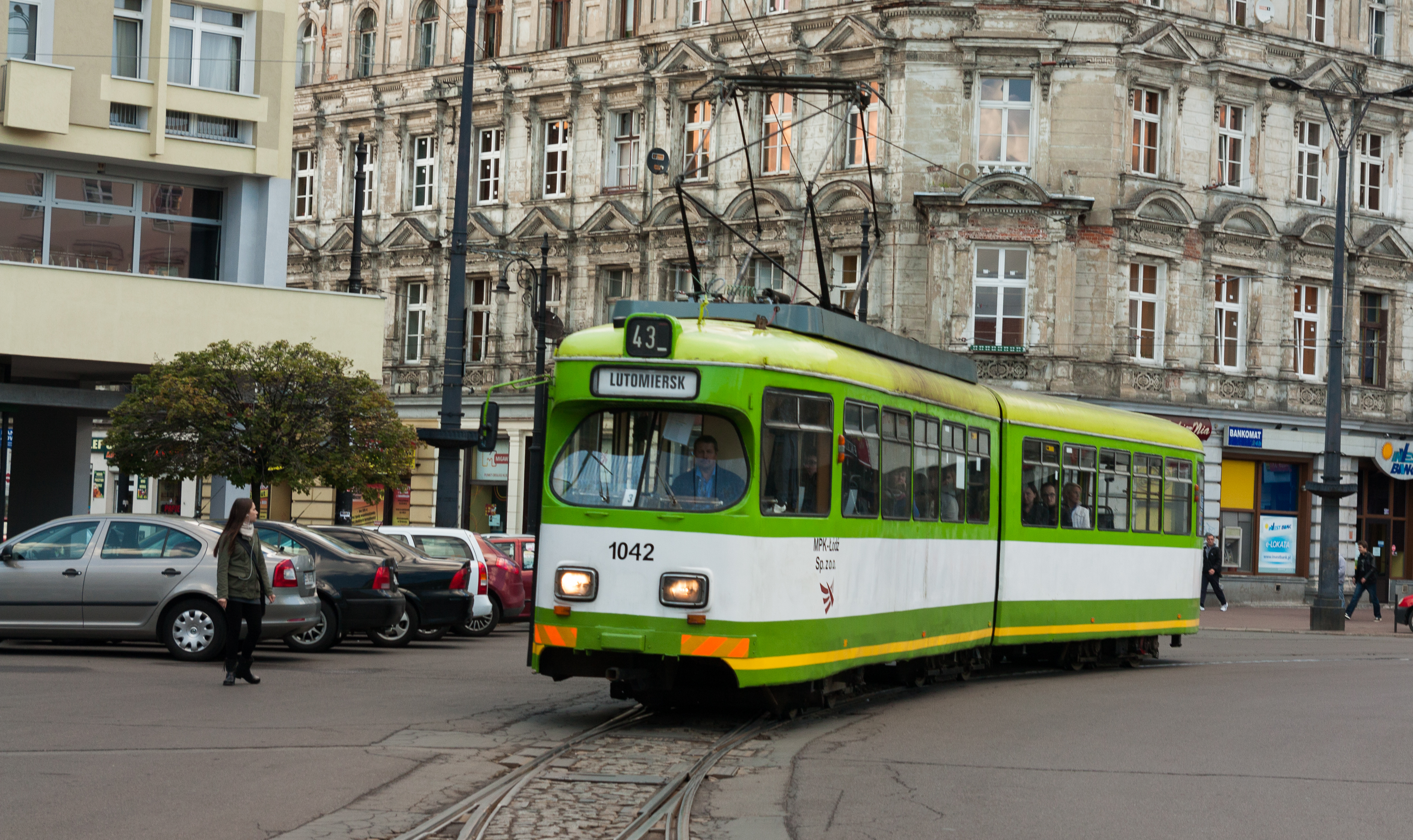
GT6 na Placu Wolności

W 1990 sprowadzono do Łodzi 8 sztuk wagonów GT6 uprzednio wycofanych z eksploatacji w niemieckim Bielefeld. Wszystkie trafiły do zajezdni Brus, gdzie otrzymały numery boczne: 4040, 4041, 4042, 4043, 4044, 4045, 4046, 4047.
W latach 1997–2001 wszystkie łódzkie GT6 nosiły malowanie reklamowe.
Po podziale MPK Łódź, wraz z zajezdnią Brus, wagony trafiły do spółki Tramwaje Podmiejskie, gdzie z numerów taborowych usunięto pierwsze dwie cyfry (40). Od tej pory obsługiwały jedynie linię 43 i jej skrócony wariant 43bis. Większość z nich zlikwidowano ze względu na brak części zamiennych. Do marca 2012 roku pozostały tylko 2 wagony: 42 i 47. Wagon 42 po wypadku drogowym został przemalowany w graffiti. Po remoncie przywrócono malowanie zakładowe, które jednocześnie uległo zmianie. Remont (i zmianę malowania) przeszedł również wagon 47.
Kolejne GT6: 123 i 147, sprowadzone z Ludwigshafen, pojawiły się pod koniec 2008 w spółce Międzygminna Komunikacja Tramwajowa, obsługującej linię 46 i jej skrócony wariant 46A Wagony te przed rozpoczęciem eksploatacji musiały przejść polonizację w celu dopuszczenia do ruchu przez IGPiM. W 2009 z Innsbrucka sprowadzono kolejne trzy wagony: 8 lipca wagon 72, 19 sierpnia wagon 38 oraz 22 sierpnia wagon 40. Pierwszy z nich stanowi wyjątek – został wyprodukowany w Lohnerze. Pozostałe dwa pochodzą z Bielefeld. Poza tramwajami GT6, MKT sprowadziło również ich dłuższe odpowiedniki – 17 wagonów GT8 oraz następców – 6 wagonów M6S.
W 2010 roku (od sierpnia do grudnia) Tramwaje Podmiejskie odkupiły od MZK Grudziądz 6 wycofanych tam wagonów, sprowadzonych z Mannheim i Würzburga. Ostatni do Łodzi dotarł 18 grudnia 2010. Wagony w Łodzi zostały przemalowane na biało-zielono.
1 kwietnia 2012 roku całą sieć tramwajową na obszarze aglomeracji łódzkiej przejęło ponownie MPK-Łódź. W związku z tym na stan tej spółki przeniesiono część taboru należącego do MKT i TP. Z TP do MPK trafiło 6 wagonów sprowadzonych z Grudziądza oraz wagon 42, a z MKT wagony GT8N i M6S (po 6 sztuk). Pojazdy umieszczono w zajezdni Telefoniczna, a numery taborowe poprzedzono liczbą 10.
Düwag GT6 o numerze taborowym 1042, wyprodukowany w 1957 roku, do stycznia 2014 r. był najstarszym wagonem tramwajowym kursującym liniowo po mieście. Młodszy od niego był nawet Konstal 5N z doczepką (z lat 1960-1961), obsługujący Tramwajową Linię Turystyczną. 1 lutego 2014 r. wagon trafił do Zajezdni Muzealnej Brus jako eksponat. Od 14 września 2015 r. znajduje się pod opieką Klubu Miłośników Starych Tramwajów w Łodzi.

#### Poznań

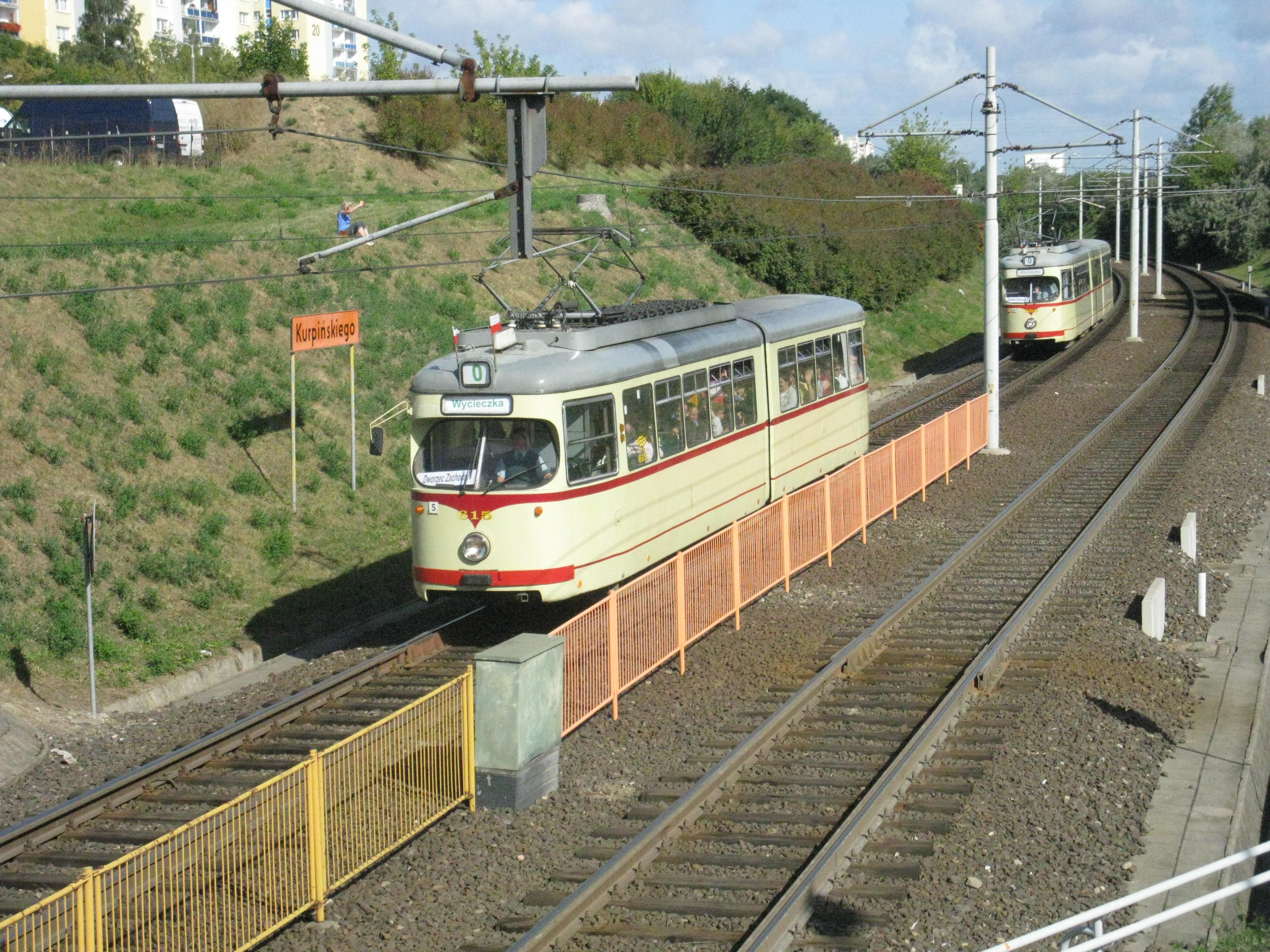
Düwag GT6 z Düsseldorfu o numerze 615 w Poznaniu (2013)

W 1991 Poznań zakupił pierwsze używane wagony z zachodniej Europy. Były to przegubowce Beijnes 1G i Beijnes 2G z Amsterdamu. Dostawy tych pojazdów pozwoliły na wycofanie 31 grudnia 1992 ostatnich wagonów Konstal N. W 1995 sytuacja taborowa była jednak zła. Wagonów brakowało nawet do pełnego uruchomienia sieci. Dodatkowo zbliżało się otwarcie PST. Jesienią 1996 Poznań zdecydował się na zakup używanych tramwajów.
W latach 1996–2000 Poznań sprowadził z Düsseldorfu tramwaje GT6 w liczbie 5 sztuk (#600, #601, #602, #610 i #615) zbudowane w latach 1957–1965 i zmodernizowane w latach 70. Początkowo tramwaje te zostały przydzielone do obsługi szybkiego tramwaju na Osiedle Sobieskiego. Eksploatowane były na liniach nr 1, 2, 3, 4, 5, 6, 7, 9, 10, 11, 17, 18 i 26. Stacjonowały w zajezdni S-2 przy ulicy Madalińskiego. Poznań w przeciwieństwie do Szczecina nigdy nie używał doczep do tramwajów GT6 Typ Düsseldorf. Ich rolę pełniły niedługo później dostarczone tramwaje typu GT8.
31 października 1998 tramwaj o numerze 600 brał udział w wypadku z wagonem Konstal 105Na w wynik którego tramwaj został skreślony z inwentarza. W 2010 roku wycofano z eksploatacji trzy tramwaje typu Düsseldorf pozostawiając pojazd o numerze 615.
24 grudnia 2013 ostatecznie zakończono liniową służbę wagonów GT6. Ostatni pojazd, o numerze 615, został przeznaczony na wagon historyczny.

#### Szczecin

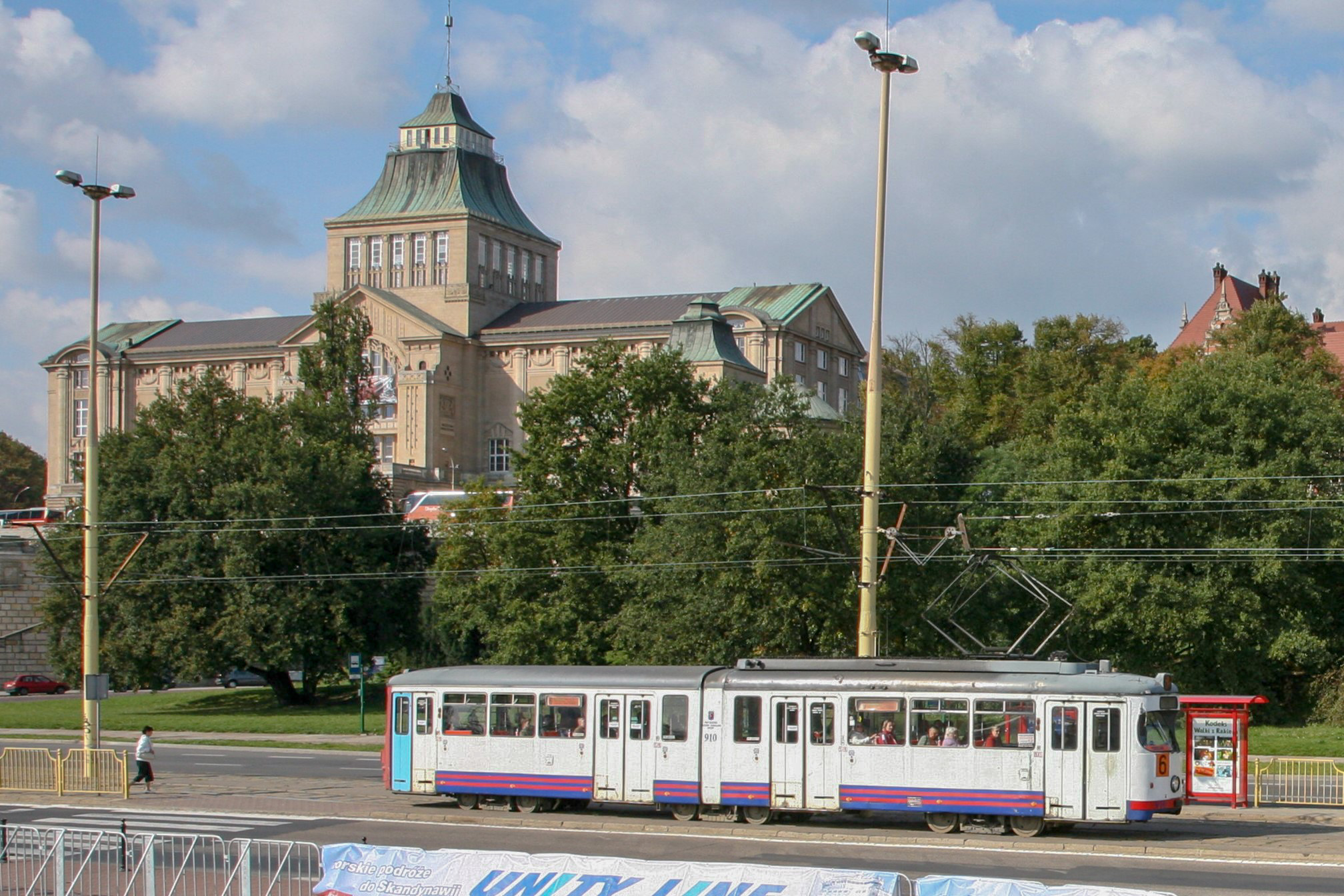
Düwag GT6 z Düsseldorfu na linii nr 6 na ulicy Jana z Kolna w Szczecinie, wrzesień 2008

Pierwsze tramwaje GT6 pojawiły się w Szczecinie w lutym 1996; były to 33 sztuki sprowadzone z Düsseldorfu. Wyprodukowane w latach 1956-1958 pozwoliły wycofać z eksploatacji ostatnie wagony typu N, ND, 4N i 4ND. Zakupione tramwaje przeszły jeszcze niewielkie przebudowy (m.in. zabudowa kabiny motorniczego, montaż świateł zespolonych), zanim wyjechały na szczecińskie torowiska. Ze względu na duże zainteresowanie reklamodawców tramwaje te początkowo jeździły wyłącznie w malowaniach reklamowych. Jeden z dostarczonych z Niemiec wagonów był przystosowany do kursów nauki. W Szczecinie również był wykorzystywany w tym celu. Dodatkowo w tym wagonie zachowano oryginalne malowanie.
15 października 1998 skasowano wagon uszkodzony podczas kolizji z samochodem ciężarowym. W lipcu 1999 z inwentarza skreślono trzy inne wagony tego typu, które zostały przeznaczone na części zamienne.
Zakup pod koniec 2007 używanych Tatr z Berlina spowodował możliwość wycofania najbardziej zużytych wagonów GT6. Obecnie w liczbie 7 sztuk, przydzielone są do Zajezdni Tramwajowej Golęcin (dawniej także Niemierzyn). Ostatecznie tramwaje GT6 zjechały ze szczecińskich torowisk 31 marca 2009. Pożegnanie tramwajów GT6 było okazją do imprezy miłośniczej, podczas której ostatni GT6 przejechał przez wszystkie szczecińskie pętle tramwajowe. Spółka Tramwaje Szczecińskie planowała pozostawienie trzech egzemplarzy tych wagonów – dwa na wagony techniczne, a jeden dla Muzeum Techniki i Komunikacji – Zajezdnia Sztuki na historyczny. Wagon GT6 nr 919 został pomalowany w pierwotne barwy kremowe z czerwonymi paskami i został przekazany do wyżej wymienionego muzeum. Od 1 kwietnia 2009 rozpoczęła się akcja kasowania GT6. Podczas tej kasacji wagony zostały pozbawione cennych części zamiennych. Wagon nr 915, pierwotnie przeznaczony na techniczny, stał na terenie zajezdni Pogodno aż do 2013 r., kiedy został skasowany.
Wraz z GT6 w mieście pojawiło się 11 sztuk wagonów doczepnych typu B4 z Düsseldorfu i Frankfurtu nad Menem, o długości 13,6 m. Wszystkie wyposażone były w sprzęgi Scharfenberga, dzięki którym możliwe jest ich połączenie z GT6, a także z GT8. Posiadały także z tyłu pulpit manewrowy ułatwiający prowadzenie składu. Dzięki staraniom STMKM, po wycofaniu z eksploatacji zachowano na historyczne dwie doczepy (z 1957 oraz 1960 r.) – po jednej z obu miast niemieckich.

### Rumunia

#### Arad

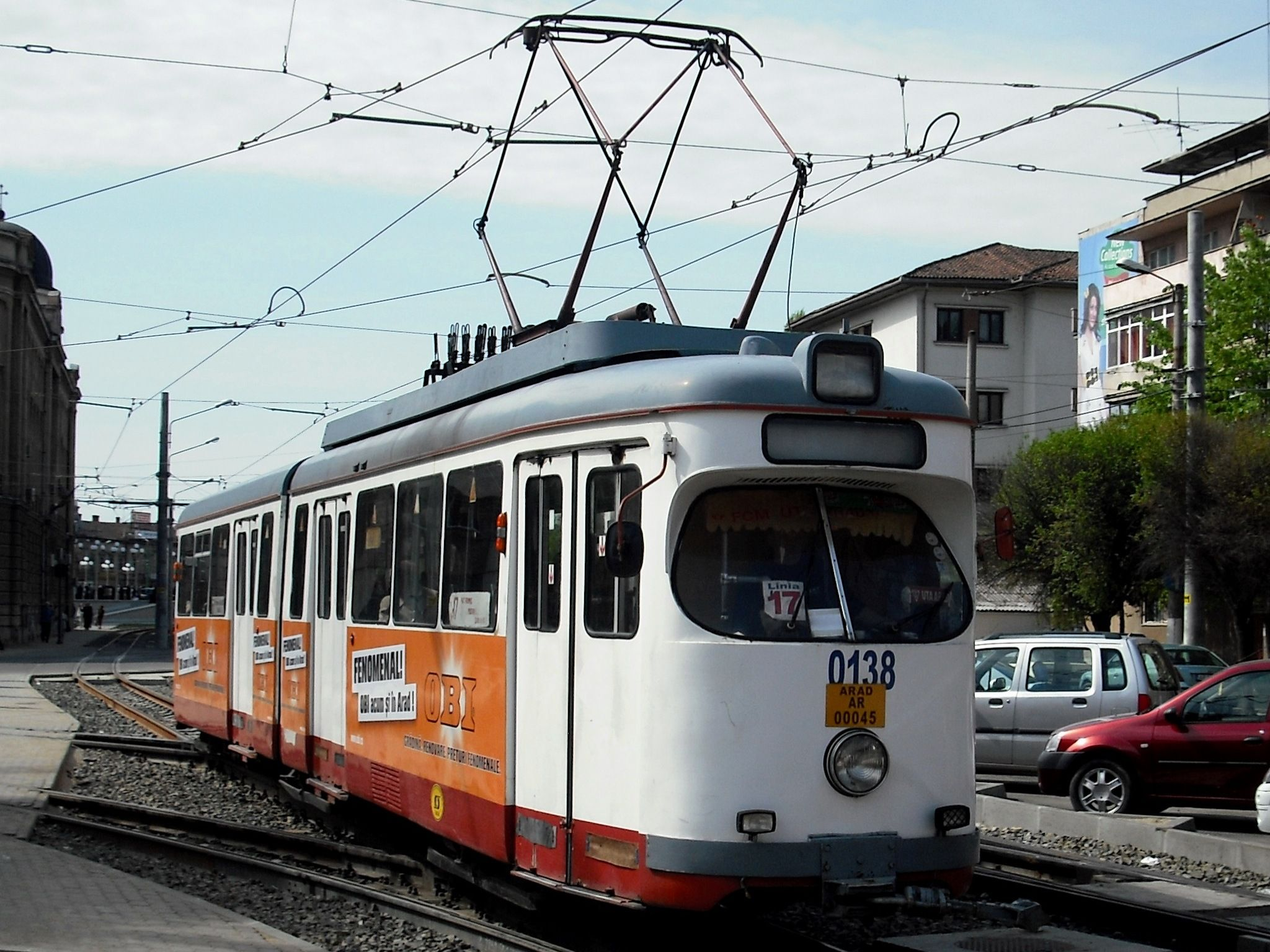
GT6 z Düsseldorfu w Aradzie

Do Aradu w latach 90. XX sprowadzono wiele serii tramwajów zachodnich. Część z nich to GT6 występujące w wielu odmianach, znacznie różniących się między sobą. Dostawy tych tramwajów pozwoliły na wycofanie tramwajów dwuosiowych.

#### Braszów
Braszów sprowadził w 2000 10 wagonów GT6 z Frankfurtu nad Menem. Wagony przyjechały do Rumunii koleją.

#### Timișoara
Timișoara sprowadziła w latach 90. wagony GT6 z Karlsruhe i Düsseldorfu.